# Cerkev Matere božje, Brugge
Cerkev Matere božje (nizozemsko Onze-Lieve-Vrouwekerk) v mestu Brugge v Belgiji je večinoma iz 13., 14. in 15. stoletja.
Njen stolp z višino 122,3 m je najvišja stavba v mestu in drugi najvišji opečni stolp na svetu (najvišji je zvonik cerkve svetega Martina v Landshutu, Nemčija).
V koru za oltarjem sta grobnici Karla Drznega, zadnjega burgundskega vojvode iz rodbina Valoijskih, in njegove hčere vojvodinje Marije. Pozlačena bronasta kipa v naravni velikosti ležita na poliranih ploščah iz črnega kamna. Oba sta okronana, Karel je oblečen v oklep in nosi zlato runo.
Na oltarju velike kapele v južni ladji je najznamenitejše umetniško delo cerkve, bel marmornat kip Marije z detetom (Marija iz Bruggea), ki ga je izdelal Michelangelo okoli 1504. Verjetno je bil prvotno namenjen za stolnico v Sieni, a sta ga v Italiji kupila dva trgovca iz Bruggea, brata Jan in Alexander Mouscron ter leta 1514 podarila cerkvi. Kip so dvakrat ponovno odkrili, potem ko so ga zaplenili francoski revolucionarji leta 1794 in nacisti leta 1944. Blizu kipa so pokopani pomembni prebivalci, med njimi tudi Françoise de Haveskercke, ki je pokopana poleg svojega moža v črnem grobu družine Haveskercke na desni strani kipa.

## Zgodovina
Prva cerkev na tem mestu je bila karolinška kapela iz okoli leta 875. V arhivu ustanovitve cerkve je datirana v leto 741 in pripisana Bonifaciju, vendar je ta trditev vprašljiva. Kapela je bila odvisna od svetega Martina v Sijsele, ki pa je bila v lasti stolnice v Utrechtu. Leta 1116 se je kapela ločila od Sijsele in postala glavna cerkev samostojne župnije. Predpostavlja se, da je bila stavba pod Karlom Dobrim obnovljena in razširjena.
Leta 1230 se je začela gradnja sedanje cerkve. Najstarejši del, glavna ladja, je bila zgrajena iz kamna iz Tournaija, v tipičnem lokalnem slogu šeldske gotike. Na sprednjem in zahodnem pročelju so značilni dvostopenjski stolpiči in moder kamen. Korni del in apsida sta bila zgrajena med letoma 1270 in 1280, sta drugačna od klasičnega francoskega gotskega sloga in v celoti iz opeke. Leta 1370 je bila zgrajena severna stranska ladja in leta 1450 južna. Okoli leta 1465 je bil dodan portal Paradiž v brabantski gotiki.
Stolp cerkve je najvišja stavba v Bruggeu. Prvi stolp se je zrušil leta 1163 in je bil obnovljen med približno letoma 1270 in 1340. Zvonik je bil dodan v 15. stoletju in obnovljen v 19. stoletju. Uporaba opeke je značilna za obalno gotiko. Cerkev ima pet ladij. Glavni del je korna pregrada in je sestavljena iz dveh delov, prezbiterija in ladje.

## Oprema
V cerkvi je sarkofag Karla Drznega poleg hčere Marije Burgundske. Grob Marije, 1482, žene Maksimilijana I., ki ga je leta 1502 izdelal Renier van Thienen (* 1484, † 1530) v bronu, je uničil Jan Borman starejši. Bronasta je tudi grobna figura Karla Drznega po načrtih Cornelisa Florisa in kiparja Jakoba Jonghelincka (1530–1606), dokončana leta 1562.

### Marija iz Bruggea(Michelangelo, 1503)
Poleg navedenega je izjemno pomembna Marija iz Bruggea, kip Marije z detetom, ki ga je izdelal Michelangelo in se je pojavil leta 1503: Je eden prvih kipov italijanskega kiparja. Prvotno je bil namenjen za oltar stolnice v Sieni, a ga je Michelangelo prodal trgovcu Janu Alexandru Mouscronu iz Bruggea.

### Orgle
Orgle so bile izdelane leta 1721/1722, so delo C. Cacheuxa iz Arrasa. Loncke je leta 1954 izdelal nove v obstoječem zgodovinskem ohišju in ponovno uporabil obstoječe cevi. Instrument ima 35 registrov na treh manualih in pedale.

## Galerija

### Notranjost
- Ladja
- Ladja
- Sarkofag Karla Drznega poleg hčere Marije Burgundske

### Umetniška dela
- Marija z detetom, Michelangelo
- Marija z detetom, Michelangelo
- Križanje, Anthony van Dyck (?)
- Večerja pri Emmaüsu, pripisana Caravaggiu
- Snemanje s križa; neznan avtor